# Arnold Badjou
Arnold Badjou (Brussel·les, 26 de juny de 1909 - 17 de setembre de 1994) fou un futbolista belga de la dècada de 1930.
Fou 34 cops internacional amb la selecció belga de futbol, amb la qual disputà els Mundials de 1930, 1934 i 1938. Pel que fa a clubs, defensà els colors del Daring entre 1929 i 1938.